# Trentepohlia richteri
Trentepohlia richteri är en tvåvingeart som beskrevs av Alexander 1978. Trentepohlia richteri ingår i släktet Trentepohlia och familjen småharkrankar.
Artens utbredningsområde är Etiopien. Inga underarter finns listade i Catalogue of Life.